# دانشگاه نفت و مواد معدنی ملک فهد

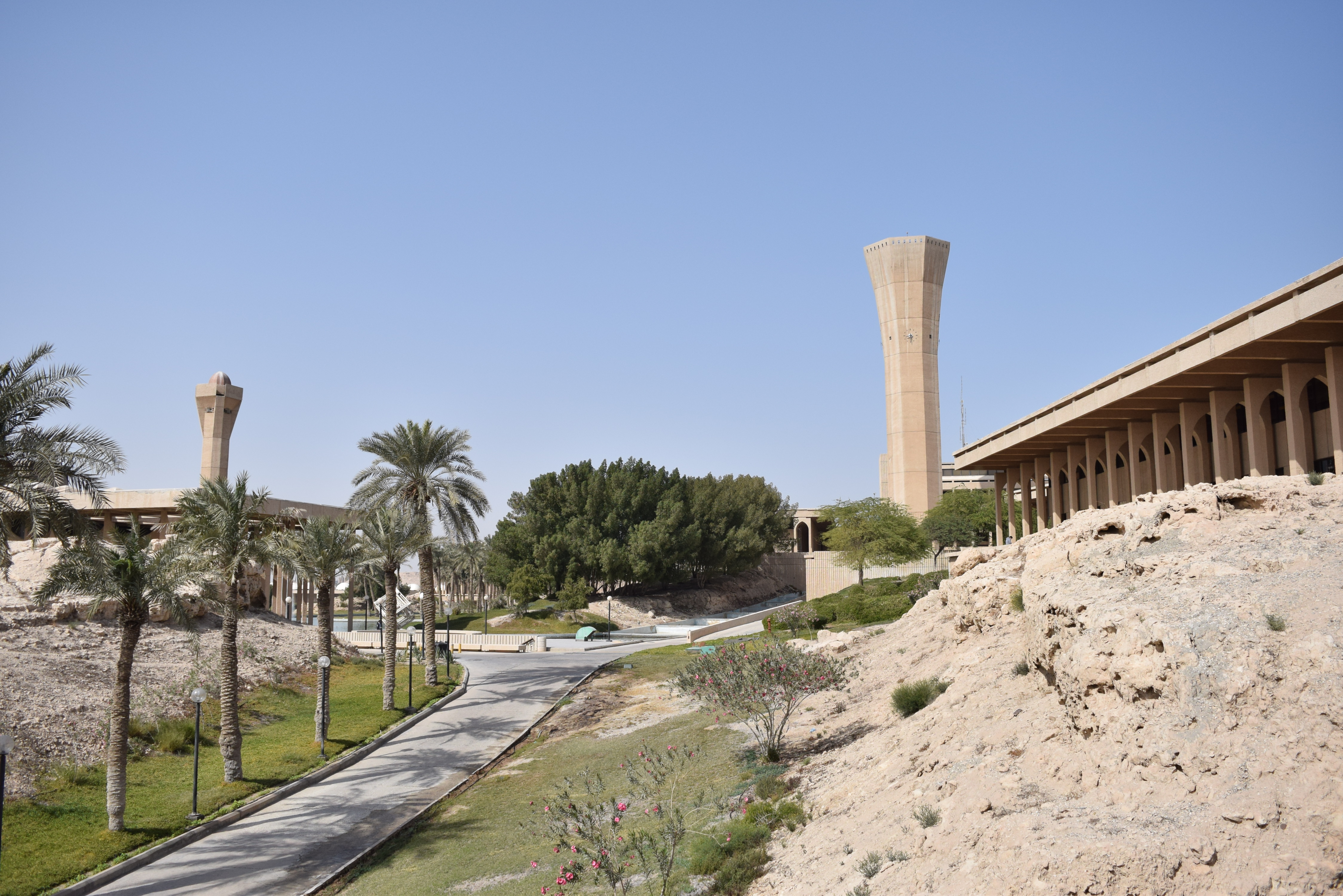
تصویری از دانشگاه نفت و مواد معدنی ملک فهد

دانشگاه نفت و مواد معدنی ملک فهد (به عربی: جامعة الملك فهد للبترول والمعادن) یک دانشگاه مردانه در ظهران، عربستان سعودی است.

## رده بندی
بر اساس رده بندی سال ۲۰۰۹ موسسه تایمز این موسسه در رده ۲۶۶ دانشگاههای جهان قرار دارد. این دانشگاه بواسطه وجود دکتر زکی احمد فعالیت بسیار گسترده‌ای را در زمینه خوردگی فلزات دارد.